# Epirhyssa migratoria
Epirhyssa migratoria là một loài tò vò trong họ Ichneumonidae.